# ۱۸۶ (پیش از میلاد)
۱۸۶ (پیش از میلاد) ۱۸۶مین سال قبل از تقویم میلادی است.